# Tismanella winkleriana
Tismanella winkleriana es una especie de escarabajo del género Tismanella, familia Leiodidae. Fue descrita por René Gabriel Jeannel en 1931. Se encuentra en Rumania.